# Energoatom (Ukraine)
Die National Nuclear Energy Generating Company Energoatom, kurz NNEGC Energoatom (ukrainisch НАЕК Енергоатом), auch Enerhoatom, ist ein ukrainisches Staatsunternehmen, das mit der Betreibung aller ukrainischen Kernkraftwerke betraut ist. Die Gesellschaft ist für den Betrieb der laufenden Kernreaktoren, die Konstruktion neuer Atomkraftwerke sowie für die Beschaffung nuklearen Brennstoffs und die Entsorgung des Atommülls verantwortlich.

## Kraftwerke
| Anlage                       | Anzahl der Kraftwerksblöcke und Reaktortyp |
| ---------------------------- | --- |
| Kernkraftwerk Saporischschja | 6× WWER-1000/V320 |
| Kernkraftwerk Südukraine     | 1× WWER-1000/V302 1× WWER-1000/V338 1× WWER-1000/V320                                                                                             |
| Kernkraftwerk Riwne          | 2× WWER-440/V213 2× WWER-1000/V320 |
| Kernkraftwerk Chmelnyzkyj    | 2× WWER-1000/V320 (2×) Der Fertigbau von zwei weiteren Kraftwerksblöcken ist seit mehreren Jahren in der Diskussion, aber noch nicht entschieden. |
| Kernkraftwerk Tschernobyl    | (4×) RBMK 1986 havariert und 2000 stillgelegt |
| SUMME                        | 15 aktive Reaktoren |

Der älteste in Betrieb befindliche Block stammt aus dem Jahr 1977, der neueste aus dem Jahr 1986.
Das Unternehmen beschäftigt mehr als 38.000 Mitarbeiter. 2006 fuhr es einen Reingewinn von mehr als 37 Mio. € bei einem Umsatz von circa 1,5 Mrd. € ein.
Im Zuge ihres Überfalls auf die Ukraine besetzten russische Truppen das Kernkraftwerk Tschernobyl und am 4. März 2022 das Kernkraftwerk Saporischschja. Der Energiekonzern DTEK fordert deshalb die westlichen Partnerstaaten auf, die Sicherheit der Kernkraftwerke in der Ukraine zu gewährleisten und eine Flugverbotszone zu verhängen.